# Interlands Malagassisch voetbalelftal 1980-1989
Deze pagina toont een chronologisch en gedetailleerd overzicht van de interlands die het Malagassisch voetbalelftal speelde in de periode 1980 – 1989.

## Interlands

### 1980
|                                                   |            |       |          |  |
| 19 juni Vriendschappelijk № ?? «onderlinge duels» | Madagaskar | 2 – 1 | Tanzania |  |
| 19 juni Vriendschappelijk № ?? «onderlinge duels» |            |       |          |  |

|                                                   |            |       |          |  |
| 22 juni Vriendschappelijk № ?? «onderlinge duels» | Madagaskar | 1 – 1 | Tanzania |  |
| 22 juni Vriendschappelijk № ?? «onderlinge duels» |            |       |          |  |

|                                                            |            |       |           |  |
| 14 september ANC 1982 kwalificatie № ?? «onderlinge duels» | Madagaskar | 0 – 0 | Mauritius |  |
| 14 september ANC 1982 kwalificatie № ?? «onderlinge duels» |            |       |           |  |

|                                                            |           |       |            |  |
| 28 september ANC 1982 kwalificatie № ?? «onderlinge duels» | Mauritius | 1 – 1 | Madagaskar |  |
| 28 september ANC 1982 kwalificatie № ?? «onderlinge duels» |           |       |            |  |

|                                                      |          |       |            |                            |
| 1 november Vriendschappelijk № ?? «onderlinge duels» | Tanzania | 0 – 0 | Madagaskar | Niet bekend, Dar es Salaam |
| 1 november Vriendschappelijk № ?? «onderlinge duels» |          |       |            | Niet bekend, Dar es Salaam |

|                                                          |            |       |       |                                                |
| 16 november WK 1982 kwalificatie № ?? «onderlinge duels» | Madagaskar | 1 – 1 | Zaïre | Niet bekend, Antananarivo Toeschouwers: 12.191 |
| 16 november WK 1982 kwalificatie № ?? «onderlinge duels» | Kira 26'   |       |       | Niet bekend, Antananarivo Toeschouwers: 12.191 |

|                                                          |       |                        |            |                                            |
| 21 december WK 1982 kwalificatie № ?? «onderlinge duels» | Zaïre | 3 – 2                  | Madagaskar | Niet bekend, Kinshasa Toeschouwers: 37.754 |
| 21 december WK 1982 kwalificatie № ?? «onderlinge duels» |       | ? (e.d.) 29' Abdou 39' |            | Niet bekend, Kinshasa Toeschouwers: 37.754 |

### 1981
|                                                   |         |       |            |  |
| 12 juli Vriendschappelijk № ?? «onderlinge duels» | Réunion | 2 – 3 | Madagaskar |  |
| 12 juli Vriendschappelijk № ?? «onderlinge duels» |         |       |            |  |

|                                                   |           |       |            |  |
| 14 juli Vriendschappelijk № ?? «onderlinge duels» | Mauritius | 0 – 0 | Madagaskar |  |
| 14 juli Vriendschappelijk № ?? «onderlinge duels» |           |       |            |  |

|                                                   |       |       |            |  |
| 19 juli Vriendschappelijk № ?? «onderlinge duels» | Kenia | 1 – 0 | Madagaskar |  |
| 19 juli Vriendschappelijk № ?? «onderlinge duels» |       |       |            |  |

|                                                           |          |       |            |  |
| 16 augustus ANC 1982 kwalificatie № ?? «onderlinge duels» | Kameroen | 5 – 1 | Madagaskar |  |
| 16 augustus ANC 1982 kwalificatie № ?? «onderlinge duels» |          |       |            |  |

|                                                           |            |       |          |  |
| 30 augustus ANC 1982 kwalificatie № ?? «onderlinge duels» | Madagaskar | 2 – 1 | Kameroen |  |
| 30 augustus ANC 1982 kwalificatie № ?? «onderlinge duels» |            |       |          |  |

### 1983
|                                                    |            |       |         |  |
| 10 april Vriendschappelijk № ?? «onderlinge duels» | Madagaskar | 1 – 0 | Oeganda |  |
| 10 april Vriendschappelijk № ?? «onderlinge duels» |            |       |         |  |

|                                                    |         |       |            |  |
| 24 april Vriendschappelijk № ?? «onderlinge duels» | Oeganda | 1 – 2 | Madagaskar |  |
| 24 april Vriendschappelijk № ?? «onderlinge duels» |         |       |            |  |

|                                                 |       |       |            |  |
| 2 mei Vriendschappelijk № ?? «onderlinge duels» | Kenia | 1 – 2 | Madagaskar |  |
| 2 mei Vriendschappelijk № ?? «onderlinge duels» |       |       |            |  |

|                                                   |            |       |           |  |
| 10 juli Vriendschappelijk № ?? «onderlinge duels» | Madagaskar | 1 – 1 | Mauritius |  |
| 10 juli Vriendschappelijk № ?? «onderlinge duels» |            |       |           |  |

|                                                   |         |       |            |  |
| 13 juli Vriendschappelijk № ?? «onderlinge duels» | Réunion | 0 – 3 | Madagaskar |  |
| 13 juli Vriendschappelijk № ?? «onderlinge duels» |         |       |            |  |

|                                                           |            |       |        |  |
| 14 augustus Kwalificatie ANC 1984 № ?? «onderlinge duels» | Madagaskar | 0 – 1 | Malawi |  |
| 14 augustus Kwalificatie ANC 1984 № ?? «onderlinge duels» |            |       |        |  |

|                                                           |        |       |            |  |
| 28 augustus Kwalificatie ANC 1984 № ?? «onderlinge duels» | Malawi | 1 – 1 | Madagaskar |  |
| 28 augustus Kwalificatie ANC 1984 № ?? «onderlinge duels» |        |       |            |  |

### 1985
|                                                       |            |       |          |                           |
| 3 maart Kwalificatie ANC 1986 № ?? «onderlinge duels» | Madagaskar | 0 – 1 | Zimbabwe | Niet bekend, Antananarivo |
| 3 maart Kwalificatie ANC 1986 № ?? «onderlinge duels» |            |       |          | Niet bekend, Antananarivo |

|                                                        |          |       |            |                     |
| 23 maart Kwalificatie ANC 1986 № ?? «onderlinge duels» | Zimbabwe | 5 – 2 | Madagaskar | Niet bekend, Harare |
| 23 maart Kwalificatie ANC 1986 № ?? «onderlinge duels» |          |       |            | Niet bekend, Harare |

|                                                      |        |       |            |                                         |
| 5 april Kwalificatie WK 1986 № ?? «onderlinge duels» | Egypte | 1 – 0 | Madagaskar | Niet bekend, Caïro Toeschouwers: 50.000 |
| 5 april Kwalificatie WK 1986 № ?? «onderlinge duels» |        |       |            | Niet bekend, Caïro Toeschouwers: 50.000 |

|                                                       |                |                                |        |                                                |
| 21 april Kwalificatie WK 1986 № ?? «onderlinge duels» | Madagaskar     | 1 – 0 (2 – 4 na strafschoppen) | Egypte | Niet bekend, Antananarivo Toeschouwers: 25.000 |
| 21 april Kwalificatie WK 1986 № ?? «onderlinge duels» | Rafanodina 57' |                                |        | Niet bekend, Antananarivo Toeschouwers: 25.000 |

|                                                       |            |       |            |  |
| 28 augustus Vriendschappelijk № ?? «onderlinge duels» | Madagaskar | 1 – 0 | Seychellen |  |
| 28 augustus Vriendschappelijk № ?? «onderlinge duels» |            |       |            |  |

|                                                       |           |       |            |                       |
| 29 augustus Vriendschappelijk № ?? «onderlinge duels» | Mauritius | 3 – 1 | Madagaskar | Niet bekend, Curepipe |
| 29 augustus Vriendschappelijk № ?? «onderlinge duels» |           |       |            | Niet bekend, Curepipe |

### 1986
|                                                         |          |       |            |  |
| 9 augustus Kwalificatie AS 1987 № ?? «onderlinge duels» | Djibouti | 1 – 7 | Madagaskar |  |
| 9 augustus Kwalificatie AS 1987 № ?? «onderlinge duels» |          |       |            |  |

|                                                      |            |       |           |                            |
| 3 december Vriendschappelijk № ?? «onderlinge duels» | Madagaskar | 3 – 1 | Mauritius | Niet bekend, Dar es Salaam |
| 3 december Vriendschappelijk № ?? «onderlinge duels» |            |       |           | Niet bekend, Dar es Salaam |

|                                                      |           |       |            |                       |
| 6 december Vriendschappelijk № ?? «onderlinge duels» | Mauritius | 0 – 3 | Madagaskar | Niet bekend, Curepipe |
| 6 december Vriendschappelijk № ?? «onderlinge duels» |           |       |            | Niet bekend, Curepipe |

### 1987
|                                                        |       |       |            |                       |
| 28 maart Kwalificatie ANC 1988 № ?? «onderlinge duels» | Kenia | 2 – 0 | Madagaskar | Niet bekend, Mombassa |
| 28 maart Kwalificatie ANC 1988 № ?? «onderlinge duels» |       |       |            | Niet bekend, Mombassa |

|                                                      |            |       |           |                           |
| 5 april Kwalificatie AS 1987 № ?? «onderlinge duels» | Madagaskar | 2 – 1 | Mauritius | Niet bekend, Antananarivo |
| 5 april Kwalificatie AS 1987 № ?? «onderlinge duels» |            |       |           | Niet bekend, Antananarivo |

|                                                        |            |       |       |                           |
| 12 april Kwalificatie ANC 1988 № ?? «onderlinge duels» | Madagaskar | 2 – 1 | Kenia | Niet bekend, Antananarivo |
| 12 april Kwalificatie ANC 1988 № ?? «onderlinge duels» |            |       |       | Niet bekend, Antananarivo |

|                                                       |           |                                |            |                           |
| 19 april Kwalificatie AS 1987 № ?? «onderlinge duels» | Mauritius | 2 – 1 (3 – 5 na strafschoppen) | Madagaskar | Niet bekend, Antananarivo |
| 19 april Kwalificatie AS 1987 № ?? «onderlinge duels» |           |                                |            | Niet bekend, Antananarivo |

|                                                   |            |       |            |  |
| 18 juni Vriendschappelijk № ?? «onderlinge duels» | Madagaskar | 2 – 0 | Seychellen |  |
| 18 juni Vriendschappelijk № ?? «onderlinge duels» |            |       |            |  |

|                                                   |            |       |                   |  |
| 21 juni Vriendschappelijk № ?? «onderlinge duels» | Madagaskar | 3 – 2 | Congo-Brazzaville |  |
| 21 juni Vriendschappelijk № ?? «onderlinge duels» |            |       |                   |  |

|                                                           |          |       |            |                                           |
| 1 augustus Afrikaanse Spelen 1987 № ?? «onderlinge duels» | Kameroen | 3 – 0 | Madagaskar | Niet bekend, Nairobi Toeschouwers: 60.000 |
| 1 augustus Afrikaanse Spelen 1987 № ?? «onderlinge duels» |          |       |            | Niet bekend, Nairobi Toeschouwers: 60.000 |

|                                                           |         |       |            |                      |
| 3 augustus Afrikaanse Spelen 1987 № ?? «onderlinge duels» | Tunesië | 3 – 0 | Madagaskar | Niet bekend, Nairobi |
| 3 augustus Afrikaanse Spelen 1987 № ?? «onderlinge duels» |         |       |            | Niet bekend, Nairobi |

|                                                           |       |       |            |                      |
| 5 augustus Afrikaanse Spelen 1987 № ?? «onderlinge duels» | Kenia | 2 – 1 | Madagaskar | Niet bekend, Nairobi |
| 5 augustus Afrikaanse Spelen 1987 № ?? «onderlinge duels» |       |       |            | Niet bekend, Nairobi |

|                                                           |            |                                |           |                      |
| 8 augustus Afrikaanse Spelen 1987 № ?? «onderlinge duels» | Madagaskar | 1 – 1 (2 – 3 na strafschoppen) | Ivoorkust | Niet bekend, Nairobi |
| 8 augustus Afrikaanse Spelen 1987 № ?? «onderlinge duels» |            |                                |           | Niet bekend, Nairobi |

FMF · A-internationals · Malagassisch vrouwenelftal
1960 – 1969 ·
1970 – 1979 ·
1980 – 1989 ·
1990 – 1999 ·
2000 – 2009 ·
2010 – 2019 ·
2020 − 2029
1963 ·
1964 ·
1965 ·
1966 · 
1967 ·
1968 ·
1969 · 
1970 · 
1971 · 
1972 ·
1973 · 
1974 ·
1975 ·
1976 ·
1977 ·
1978 · 
1979 ·
1980 · 
1981 · 
1982 ·
1983 · 
1984 ·
1985 · 
1986 ·
1987 ·
1988 ·
1989 ·
1990 ·
1991 ·
1992 ·
1993 ·
1994 · 
1995 ·
1996 ·
1997 ·
1998 ·
1999 · 
2000 · 
2001 · 
2002 · 
2003 · 
2004 · 
2005 · 
2006 · 
2007 · 
2008 · 
2009 · 
2010 · 
2011 · 
2012 · 
2013 ·
2014 ·
2015 ·
2016 ·
2017 ·
2018 ·
2019 ·
2020 ·
2021 ·
2022 ·
2023 ·
2024
Algerije ·
Angola ·
Benin ·
Botswana ·
Burkina Faso ·
Burundi ·
Centraal-Afrikaanse Republiek ·
Comoren ·
Congo-Brazzaville ·
Congo-Kinshasa ·
Egypte ·
Equatoriaal-Guinea ·
Ethiopië ·
Gabon ·
Gambia ·
Ghana ·
Guinee ·
Iran ·
Ivoorkust ·
Kaapverdië ·
Kameroen ·
Kenia ·
Kosovo ·
Lesotho ·
Liberia ·
Luxemburg ·
Malawi · 
Mali · 
Mauritanië ·
Mauritius · 
Mozambique · 
Namibië · 
Niger ·
Nigeria · 
Oeganda · 
Rwanda ·
Sao Tomé en Principe ·
Senegal ·
Seychellen · 
Soedan ·
Swaziland · 
Tanzania · 
Togo · 
Tsjaad ·
Tunesië · 
Zambia · 
Zimbabwe · 
Zuid-Afrika
CONMEBOL: Bolivia · Chili  · Colombia · Ecuador · Uruguay

UEFA: Albanië · België · Bulgarije · Cyprus · Denemarken · West-Duitsland · Duitse Democratische Republiek · Engeland · Faeröer · Finland · Frankrijk · Griekenland · Hongarije · IJsland · Ierland · Israël · Italië · Joegoslavië ·  Liechtenstein · Luxemburg · Malta · Nederland · Noord-Ierland · Noorwegen · Oostenrijk · Polen · Portugal · Roemenië · San Marino · Schotland ·  Sovjet-Unie ·  Spanje · Tsjecho-Slowakije · Turkije · Wales ·  Zweden · Zwitserland

CAF: Madagaskar